# 白水宏典
白水 宏典（しらみず こうすけ、1940年8月28日 - ）は、日本の技術者、実業家。トヨタ自動車取締役副社長や、ダイハツ工業代表取締役会長を務めた。

## 人物・経歴
佐賀県鳥栖市出身。福岡県立明善高等学校を経て、1963年九州大学工学部造船科卒業。同年トヨタ自動車工業（現トヨタ自動車）入社。田原工場第2製造部長を経て、1992年湯野川孝夫らとともに取締役に昇格。1997年常務取締役。2000年専務取締役。2001年取締役副社長。
2005年からダイハツ工業代表取締役会長を務め、系列の解体や軽自動車専用ラインの整備などを進めて、軽自動車販売台数で30年以上トップの座にあったスズキを抜き業界トップとした。トヨタ自動車の意向でグループ定年の68歳を超えても続投していたが、2011年相談役技監に退いた。